# Hláska
Hláska je základní jednotka (segment) zvukové stránky řeči, kterou se zabývá fonetika a fonologie.
Při tvoření (artikulaci) hlásek vychází z plic vzduchový proud do hlasových orgánů (mluvidla), v nichž se vytváří lidský hlas. Z hlasivek postupuje výdechový proud do artikulačních orgánů (resonanční ústní, popř. nosní dutina, jazyk, měkké a tvrdé patro, dásně, zuby a rty).

## Fón vs. foném
Pojem „hláska“ lze chápat dvojím způsobem, a to buď jako konkrétní zvuk (fón), nebo jako abstraktní funkční jednotku jazyka (foném).[zdroj?]
- Fón je konkrétní zvuk představující určitou hlásku, jehož tvorbou a fyzikálními vlastnosti se zabývá fonetika.
- Foném je abstraktní označení pro hlásku. Byl zaveden proto, že jednotlivé hlásky se mohou vlivem okolností vyslovovat nekonečně velkým množstvím způsobů. Foném je množina všech podobných zvuků (alofónů), které v jazyce představují konkrétní podobu jedné hlásky a mají stejnou funkci – rozdíly mezi nimi nemohou rozlišit význam mezi jednotlivými slovy. Fonémy je možné od sebe odlišit podle určitých podstatných znaků, které zároveň rozlišují význam slov. Fonémy, jejich funkcí a popisem rozdílů mezi nimi se zabývá fonologie.

Pro nejednoznačnost pojmu „hláska“ se v odborných textech dává přednost pojmům „foném“ a „fón“.[zdroj?]

## Samohlásky asouhlásky
Hlásky se v různých jazycích tradičně dělí na samohlásky (vokály) a souhlásky (konsonanty). Toto dělení vychází hlavně z jejich fonologické funkce v systému jazyka. Samohlásky pravidelně stojí v pozici jádra slabiky.
Z fonetického hlediska není ostrá hranice mezi samohláskami a souhláskami, přechod je plynulý.
Pokud jde o tvoření (artikulaci), hlásky se vyznačují různým stupněm otevřenosti (apertury). Samohlásky jsou na této škále nejvíce otevřené, zatímco souhlásky jsou zavřenější a při jejich tvoření se vytváří překážka (striktura) v proudu vzduchu. Překážka je různého stupně: od pouhého přiblížení (aproximace) artikulačních orgánů, přes úžinu (konstrikce) až po úplný závěr (okluze), tedy krátké přerušení proudění vzduchu.
Z hlediska zvukového (akustického) jsou samohlásky čistými složenými tóny, tj. mají ve svém spektru pouze kmity s pravidelnou frekvencí. Nejnižší, základní frekvence F0 se tvoří v hlasivkách, vyšší frekvence (F1, F2, F3 atd.) jsou dány rezonancí dutin a nazývají se formanty. Přítomnost F0 se nazývá znělost a přítomnost formantů vokálnost.
Na opačném konci stojí tzv. pravé neboli šumové souhlásky, které se vyznačují přítomností šumu, tedy nepravidelnými kmity, ve svém spektru. Tato vlastnost se nazývá konsonantnost. Vznik šumu souvisí s tvořením překážky v mluvidlech (viz výše), která způsobuje turbulence v proudu vzduchu.
Následující tabulka je přehledem základních rozdílů:
| Vlastnost                                                                     | Samohláska                  | Souhláska | Souhláska          | Souhláska                   | Souhláska                     |
| Vlastnost                                                                     | Samohláska                  | klouzavá  | jedinečná          | pravá znělá                 | pravá neznělá                 |
| ----------------------------------------------------------------------------- | --------------------------- | --------- | ------------------ | --------------------------- | ----------------------------- |
| znělost (F0)                                                                  | +                           | +         | +                  | +                           | –                             |
| vokálnost (F1, F2 …)                                                          | +                           | –         | +                  | –                           | –                             |
| konsonantnost (šum)                                                           | –                           | –         | +                  | +                           | +                             |
| otevřenost (apertura) <—————————> zavřenost (striktura) tón <———————————> šum |                             |           |                    |                             |                               |
| Zástupci v češtině                                                            | a, e, i, o, u á, é, í, ó, ú | j, ʊ̯      | m, n, ň, r, l ɱ, ŋ | b, d, g, v, z ž, h, ř, ʒ, ǯ | p, t, k, f, s š, x, ř, c, č ʔ |

Na pomezí mezi souhláskami a samohláskami stojí tzv. klouzavé souhlásky (glide), které se též označují jako polosamohlásky (semivokály). Často se uplatňují jako součást dvojhlásek (diftongů).
Jako sonory se označují souhlásky, které se vyznačují přítomností tónových formantů i šumu. V češtině se tradičně označují jako jedinečné, neboť na rozdíl od pravých souhlásek nevytvářejí (v češtině) dvojice lišící se znělostí.

## Dělení hlásek včeštině
Základní rozlišení na samohlásky (i dvojhlásky) a souhlásky. Českých hlásek je 42.

### Samohlásky
Samohlásky neboli vokály, mají povahu tónů. Podle místa artikulace je v češtině dělíme na:
- přední (i, í), střední (e, é, a, á,), zadní (o, ó, u, ú)
- vysoké (též zavřené - i, í, u, ú), středové (e, é, o, ó), nízké (též otevřené - a, á)

Všech deset českých samohlásek (tj. 5 krátkých a 5 dlouhých) a 3 dvojhlásky se považují za samostatné fonémy:
- krátké: a, e, i, o, u
- dlouhé: á, é, í, ú; ó (vyskytuje se jen ve slovech přejatých, např. móda apod.)
- dvojhlásky (diftongy): v domácích slovech [ou] a v citoslovcích a přejatých slovech [au] a [eu]

### Souhlásky
Souhlásky neboli konsonanty, při jejich artikulaci vytvářejí mluvidla (zpravidla plícemi vytlačovanému) proudu vzduchu překážku. Ve sluchovém dojmu převažuje šum.
Dělíme je:
1. Podle místa artikulace v češtině na:
  - retné (labiální)
    - obouretné (bilabiální): p, b, m
    - retozubné (labiodentální): f, v

  - zubodásňové (alveolární)
    - zubné (též předodásňové/prealveolární): t, d, n, s, z, c, r, l, dz
    - dásňové (též zadodásňové/postalveolární): š, ž, č, dž

  - předopatrové (palatální): ť, ď, ň, j
  - zadopatrové (velární) : k, g, x
  - hlasivkové (glotální): h
2. podle způsobu artikulace
  - závěrové (explozivy): p, b, t, d ,ť, ď, k, g
  - polozávěrové (afrikáty): c, č, dz, dž
  - úžinové (též konstriktivy/frikativy): f, v, s, z, š, ž, x, h
  - kmitavé (vibranty) : r, ř
  - aproximanty: l, j
3. podle průchodu dutinou
  - nosové (nazální): m, n, ň
  - ústní (orální): zbytek
4. podle účasti hlasivek
  - znělé: b, d, ď, g, z, ž, h, v, l, r, m, n, ň, j, dz, dž
  - neznělé: p, t, ť, k, s, š, c, č, f, ch, x